# Saint-Hilaire, Isère
Saint-Hilaire este o comună în departamentul Isère din sud-estul Franței. În 2009 avea o populație de 1.515 de locuitori.

## Evoluția populației
| An        | 1975  | 1982  | 1990  | 1999  | 2006  | 2009  |
| --------- | ----- | ----- | ----- | ----- | ----- | ----- |
| Populație | 1.131 | 1.298 | 1.423 | 1.248 | 1.691 | 1.515 |